# メタファー:リファンタジオ
『メタファー:リファンタジオ』（Metaphor: ReFantazio）は、セガ・アトラスより2024年10月11日に発売されたゲームソフト、開発はアトラス スタジオ・ゼロ。

## 概要
2016年12月、『ペルソナ5』の開発を終えた橋野桂は「王道のファンタジーへの挑戦」という考えからスタジオ・ゼロを立ち上げて、新作RPG『PROJECT Re FANTASY』の開発を発表した。日本国内時間2023年6月12日に配信された「Xbox Games Showcase 2023」でその正式タイトル『メタファー:リファンタジオ』と発表した。

## ストーリー
物語の舞台はユークロニア連合王国。国王が突如暗殺されるも、その葬儀の際に「選挙魔法」が発動するところから物語は大きく動き出す。それは国民の信託を最も集めし者が次なる王と定めるという、過去に前例のないものであった。主人公一行はかつて暗殺未遂事件の時にかけられた王子の呪いを解き次期国王として推進するため、大陸全土を巡る幻想を超える旅に出る。

## 登場人物

### 主人公一行
メンバー全員が別々の種族で構成されている。ラスボス撃破後、仲間らは王の六本槍と呼称される。
主人公
声 - 花江夏樹
男性/種族 - エルダ族
本作の主人公。少数民族であり、差別的な目で見られがちなエルダ族の少年。特命により相棒の妖精ガリカと共に親友である王子にかけられた呪いを解くために王都に潜入する。常に幻想小説という本を持ち歩いている。
ガリカ
声 - 諸星すみれ
女性/種族 - 妖精
主人公の相棒である妖精。組織の特命により同行し、様々な助言やサポートにより主人公らを導く。「この世に初めて生まれた魔法は音楽」として、気休めに主人公の脳内に魔法で音楽を流してくれる。
ストロール/レオン・ストロール・ダ・ハリエイタス
声 - 小野賢章
男性/種族 - クレマール族
ニンゲンにより滅ぼされたハリア村領主貴族の息子であり、エルダ族である主人公を差別することもない好青年。「貴族は民を守るのが義務である」というノブレス・オブリージュを体現しようとする正義漢。主人公とは王都の募兵舎にて出会う。
ヒュルケンベルグ/アイゼリン・バルチェッリ・マイアル・ヒュルケンベルグ
声 - 早見沙織
女性/種族 - ルサント族
元王子付きの近衛兵だった過去を持つ忠義の騎士。王子襲撃事件後は放浪の旅に出ていたが、国葬に際し王都に舞い戻る。長年の過酷な環境での放浪生活により、どんなものでも美味しく完食できる悪食となった。その際の口癖は「うまし！」。
ハイザメ/ハイザメ・ノクトゥール
声 - 大塚明夫
男性/種族 - ユージフ族
元特務騎士団の一員だったが追放された所謂落ち騎士。王都にて古城の街マルティラにおける人攫い事件の犯人として指名手配され賞金首となっている。ユージフ族の特性により物音や異音に敏感。虫が苦手。
ジュナ/ジュアニ・シグナス
声 - 南條愛乃
女性/種族 - ニディア族
王国一と謳われる美声をもつ歌姫。「1秒だって他人に自分の人生を委ねたことはない」という強い意思を持つ女性。ルイの側近として私室にも出入りしているようだが本心は不明。魔法にも秀でており、魔法学院の出身。
ユーファ/ユーファジア・エトレイカ
声 - 福圓美里
女性/種族 - ムツタリ族
ビルガ島にて神聖なる巫女として崇められている少女。候補者エディンの妹。額の三の目によりマグラの流れを感じ取ることができる。島に祀られている龍神エトを信仰し、自らを生贄に差し出すことに対し疑問を持たないほど信仰心が強い。
バジリオ/バジリオ・ルプス・マグナス
声 - 細谷佳正
男性/種族 - パリパス族
ルイに仕える幹部の一人でありフィデリオの弟。大柄な体格で喧嘩っ早いところもあるが素直な性格で、料理好きな一面を持つ。兄フィデリオに絶対の信頼を寄せている。とある一件によりルイに反旗を翻し、主人公一行に同行する。
ニューラス/ニューラス・コラックス
声 - 井上和彦
男性/種族 - イシュキア族
鎧戦車技師であり操縦士。大貴族の子息だが家柄や家督に興味はなく変人として扱われていた。手先が器用なだけでなく絵も上手く、旅の道中絶景スポットに訪れた際にはその風景画を描いてくれる。魔力ではなく翼で空を飛ぶ鎧戦車を発明するという夢がある。

### 支援者(フォロワー)
モア
声 - 子安武人
男性/種族 - クレマール族
アカデメイアの住人で、猫のプラトーとともに暮らしている謎の青年。主人公の持つ幻想小説の作者でもある。アーキタイプの研究をしながら主人公らを手助けしてくれるが、過去の記憶がほとんどない。
マリア/マリア・アルセス
声 - 石川由依
女性/種族 - 混血(ローグ族＋イシュキア族)
グライアスの娘。王都グラン・トラドの蜜蜂のささやき亭にてファビアンヌとともに暮らす少女。夜には店の手伝いもしている。健気で明るい性格だが混血であることから差別をうけており、同世代の友人がいない。
ベルギッタ/ベルギッタ・ライケン
声 - 日笠陽子
女性/種族 - ローグ族
王都の魔導器屋ライケン魔導器商会の女主人。裏社会との繋がりなど黒い噂が絶えず、冷淡な態度から近寄りがたい印象だが種族に関する差別感情を持たず実力のみを評価する人物。犬好きな一面を持つが主人公以外には秘密にしている。実は貧困にあえぐスラム街出身。
キャゼリナ/キャゼリナ・グラン
声 - ファイルーズあい
女性/種族 - パリパス族
賞金稼ぎ。レガリス大聖堂の地下納骨堂での出会いの後、過去の事件により虐げられることが多いパリパス族を救うため王権競技会の候補者として出馬する。後に主人公らの戦いを経て支持者となる。
アロンゾ/アロンゾ・クロタロス
声 - 田丸篤志
男性/種族 - ニディア族
詐欺師。ククルスという偽名で活動している。話術に秀でており人を煙に巻く言動が多いが、育ての母親のことは心から大切に想っている。
バードン/エルファス・バードン
声 - 浜田賢二
男性/種族 - ルサント族
古城の街マルティラの警備隊長。真面目で正義感にあふれた好漢であり、主人公らとは王都にて凶悪犯の手配書を通して出会う。

### 候補者
ルイ/ルイ・グイアベルン
声 - 中村悠一
男性/種族 - クレマール族
王国軍きっての傑物と呼ばれ、異例の若さで王侯の列に加わった将校。武人としても魔導士としても一流の天才であり、人心掌握術にも秀でている。徹底的な実力主義者であり、反発も多いが急進派の若者を中心に絶大な支持を集めている。本作のラスボス的存在。
フォーデン/エステヴァン・フォーデン
声 - 宮本充
男性/種族 - ローグ族
国教である惺教の第78代大教主であり、最高権威者。王の崩御に伴い混乱する国を束ねる穏健派として王権競技会当初より最も国民の信託を集める。
ギド/オービス・ギド
声 - 川原慶久
男性/種族 - ルサント族
惺教に仕える僧兵であり、フォーデンの右腕。王権競技会で勝ち抜くつもりはなく、フォーデンの補佐として王座の地位を盤石とするために出馬した。エルダ族を毛嫌いしている。
グローデル/イディアス・グローデル
声 - 村田太志
男性/種族 - ルサント族
番犬のヘクトーを連れた野心家で、「黒犬のグローデル」の異名を持つ。ルイの配下だが当初王権競技会に不参加だったルイに代わり成り上がり目的で出馬した。
ミロ/ミロ・マウリツィオ
声 - 柳田淳一
男性/種族 - イシュキア族
自らの美貌に絶対的な自信を持ち、王になれば美しくない者は爵位を剥奪するという公約を掲げる。
ラブレス/ラブレス・オーシェイ
声 - 天﨑滉平
男性/種族 - パリパス族
王となれば歓楽街を増やし酒代を無料にすることを掲げる享楽的な候補者。
ルドルフ/ルドルフ・クラウゼ
声 - マフィア梶田
男性/種族 - ルサント族
ルサント族による軍事国家樹立を掲げる候補者。
リナ/リナ・カイデン
声 - 磯村知美
女性/種族 - ユージフ族
鎧戦車技師であり、実家のカイデン工房の宣伝のために出馬した。
ロジャー/ロジャー・ウォード
声 - 石谷春貴
男性/種族 - クレマール族
自由主義の候補者。
ゴダード/ゴダート・グンネル
声 - 藤沼建人
男性/種族 - ローグ族
高齢者優遇を掲げる候補者。
ジン/ジン・ダルス
声 - 利根健太朗
男性/種族 - ニディア族
口先だけの公約を掲げる候補者。
ジュリアン/ジュリアン・カスティリヨン
声 - 高橋英則
男性/種族 - イシュキア族
動物愛護を掲げる候補者。
エディン
声 - 新垣樽助
男性/種族 - ムツタリ族
ビルガ島を治めるムツタリ族の島長。ユーファの兄。異教徒を代表し王権競技会に出馬する。竜宮神殿攻略後、天気を操る手助けをしてくれるようになる。

### その他のキャラクター
ユトロダイウス5世
声 - 銀河万丈
男性/種族 - クレマール族
ユークロニア連合王国を治める国王。物語開始前ルイに暗殺される。葬儀の最中、予め施していた王の魔法を発動し「英雄の日」までに国民の信託を最も集めた者を次期国王とする声明を宣告する。
グライアス・アルセス
声 - 稲田徹
男性/種族 - ローグ族
主人公やガリカと同じ組織の同志。王子の呪いを解く特命完遂のため一時的にパーティに加わる。本名はアルヴィド・アルセス。
ゾルバ/セルジャン・ゾルバ
声 - 杉田智和
男性/種族 - 混血(クレマール族＋ムツタリ族)
ルイの配下であり、彼に深く心酔している。死者を操る禁術を用いるのに秀でている。
レラ/レラ・シグナス
声 - 能登麻美子
女性/種族 - イシュキア族
治癒師として老若男女問わず手を差し伸べる姿から民衆には聖女と呼ばれ崇められている。ジュナとは血は繋がっていないが本当の姉妹のような関係で、同じ魔法学院出身。
フィデリオ/フィデリオ・アウレウス・マグナス
声 - 緒方恵美
男性/種族 - パリパス族
ルイに仕える幹部の一人であり、バジリオの兄。弟に比べ小柄であるが、それは過去の経験によるもの。慎重な頭脳派であり、ジュナの歌声を気に入っている。
バトリン/アルバス・バトリン
声 - 三上哲
男性/種族 - クレマール族
公示人。惺教府に仕えていながらその在り方に疑問を感じ、競技会にて番狂わせを続ける主人公に期待する。
ファビアンヌ/ファビアンヌ・ウルペ
声 - 森なな子
女性/種族 - パリパス族
王都にて蜜蜂のささやき亭を切り盛りしている女主人。グライアスの内縁の妻。マリアを本当の娘のように想っている。
クリンゲル
声 - 相馬康一
男性/種族 - クレマール族
王都グラン・トラドの募兵舎にて新兵を指揮する兵士長。人を見下す言動が多い差別主義者。
オセアナ公国領主
声 - 武田幸史
男性/種族 - ルサント族
モンタリオ公国領主
声 - 藤吉浩二
男性/種族 - ローグ族
国軍大将
声 - 松田健一郎
男性/種族 - 不明
魔道器商会総代
声 - 吉岡琳吾
男性/種族 - 不明
ジョアンナ/ジョアンナ・カレンドラ
声 - 田中理恵
女性/種族 - ローグ族
古城の街マルティラの領主。惺教の教えを広める司祭でもある。
モリス
声 - 高橋伸也
男性/種族 - クレマール族
古城の街マルティラにてバードンの部下として登場。
アグリカ
声 - 五十嵐裕美
女性/種族 - 妖精
サブクエストで登場する妖精。
グルデア
声 - 鈴木れい子
女性/種族 - エルダ族
エルダの古仙郷を統治する老婆。
ラッセル
声 - 小形満
男性/種族 - ユージフ族
グルデアとともに主人公とガリカに王子救出の特命を伝える。
謎の声
声 - 日髙のり子
時折主人公らに語りかけてくる声。アーキタイプの覚醒を促したりと全貌は謎に包まれている。

## 評価・受賞歴

### 評価
レビュー収集サイトMetacriticでは、PS5版が94/100であり、Xbox Series X版とPC版がどちらも92/100のメタスコアとなり、「MUST-PLAY」認定となった。「週刊ファミ通 通巻1868号」に掲載されたファミ通クロスレビューでは37/40となり、「プラチナ殿堂入り」となった。海外有名メディアからも高いレビューを多数獲得している。

### 販売
全世界での累計販売本数（ゲームパッケージ版出荷本数 + ダウンロード版販売本数）は、発売1日目にして100万本突破をした。

### 受賞
海外の大手メディアであるGameSpotとIGNが、それぞれが選ぶ、2024年度の最高賞「ゲーム・オブ・ザ・イヤー」に選出された。この時、受賞したことを記念して、キャラクターデザイナー副島成記の描き下ろしイラストをX（旧Twitter）にて公開した。
現地日付2024年12月6日にスペインで行われた「Fun & Serious Game Festival（Titanium Awards） 2024」では、『メタファー:リファンタジオ』は最高賞の「Game of the Year」部門を含む2部門ノミネートをして、「Best Narrative Design」部門を受賞した。
現地日付2024年12月12日に行われたアワードショー、「The Game Awards 2024」では、『メタファー:リファンタジオ』は最高賞の「Game of the Year」部門を含む6部門ノミネートをして、「Best RPG」「Best Art Direction」「Best Narrative」の3部門を受賞した。
現地日付2025年2月13日に行われた、「ゲーム業界のアカデミー賞」とも言われる、AIASが開催する「D.I.C.E. Summit」の中で行う、開催・第28回目の授賞式典「D.I.C.E. Awards」では、『メタファー:リファンタジオ』は2部門ノミネートをして、「Role-Playing Game of the Year」部門を受賞した。
現地日付2025年3月19日に開催期間中の「Game Developers Conference 2025」の中で行われた、開催・第25回目の授賞式典「Game Developers Choice Awards」では、『メタファー:リファンタジオ』は最高賞の「Game of the Year」部門を含む3部門でファイナリストに残り、「Best Narrative」部門を受賞した。
現地日付2025年4月8日に行われた、BAFTAが開催する、開催・第21回目の授賞式典「British Academy Games Awards / BAFTA Games Awards」では、『メタファー:リファンタジオ』は2部門ノミネートをして、「Narrative」部門を受賞した。
- 日本ゲーム大賞 2023 - フューチャー部門[3][4]
- ファミ通・電撃ゲームアワード 2023 - 2024年期待のタイトル部門[5]
- 日本ゲーム大賞 2024 - フューチャー部門[6][7]
- Fun & Serious Game Festival（Titanium Awards） 2024 - Best Narrative Design[8][9]
- GameSpot Awards 2024 - Game of the Year[10][11][12]
- IGN JAPAN GOTY 2024 - ベストサウンドトラック賞[13][14]
- The Game Awards 2024
  - Best RPG[15][16]
  - Best Art Direction[17][16]
  - Best Narrative[18][16]
- IGN Awards 2024
  - Best Game of 2024[19][20][21][22]
  - Best RPG of 2024[23][20][21][24]
- 電ファミニコゲーマー 推したいゲーム大賞 2024 - 第1位[25]
- 14th Annual New York Game Awards - Herman Melville Award for Best Writing in a Game[26][27]
- 28th Annual D.I.C.E. Awards - Role-Playing Game of the Year[28]
- 24th Annual National Academy of Video Game Trade Reviewers Awards
  - Game of the Year[29]
  - Art Direction, Fantasy[29]
  - Costume Design[29]
  - Gameplay Design, New IP[29]
  - Game, Original Role Playing[29]
  - Original Dramatic Score, New IP[29]
- ファミ通・電撃ゲームアワード 2024
  - ルーキー部門[30][31]
  - ミュージック部門[30][31]
- 25th Annual Game Developers Choice Awards - Best Narrative[32]
- Game Informer Awards 2024 - Best RPG[33]
- 21st Annual British Academy Games Awards / BAFTA Games Awards - Narrative[34][35]

## 朗読劇
『メタファー:リファンタジオ リーディングライブステージ』のタイトルで、2025年11月15日から11月16日まで、KAAT神奈川芸術劇場で公演予定。

### キャスト
- ウィル - 花江夏樹
- ガリカ - 諸星すみれ
- ストロール - 小野賢章
- ヒュルケンベルグ - 早見沙織
- グライアス - 稲田徹

### 演奏
- Ayasa
- 高月怜
- 中村有里
- 紅維流星

### 舞踊
- 岡本優

### スタッフ
- 演出 - ブランクリエイト